# Eduard Künneke
Eduard Künneke, psáno též Künnecke (27. ledna 1885 Emmerich am Rhein, Německá říše – 27. října 1953 Berlín, Spolková republika Německo) byl německý hudební skladatel, zejména v oboru operety.

## Život
Künneke studoval v letech 1903 až 1905 v Berlíně hudební vědu a dějiny literatury. V letech 1905 až 1906 navštěvoval mistrovskou třídu Maxe Brucha. V letech 1907 až 1909 působil jako korepetitor a sbormistr v novém operetním divadle Theater am Schiffbauerdamm. V letech 1908 až 1910 pracoval současně jako dirigent pro gramofonovou firmu Odeon, v letech 1910 až 1911 byl kapelníkem v berlínském Deutsches Theater Maxe Reinhardta.
Po úspěchu své opery Robins Ende (1909), kterou po premiéře v Národním divadle v Mannheimu nastudovalo 38 německých scén, se vzdal funkce sbormistra.
Během svého kapelnictví u Maxe Reinhardta napsal Künneke scénickou hudbu k nastudování Goethova Fausta II.
Künnekeho svižná hudba se vyznačuje rytmem a harmonickou stylovostí. Jeho nejznámější, dílem se stala opereta Bratránek z Batávie (Der Vetter aus Dingsda, 1921). Mnoho z jeho písní je dodnes šlágry.
Po převzetí moci v Německu nacisty se 1. května 1933 stal členem NSDAP (členské číslo 2.633.895), již roku 1934 byl však kvůli neárijskému původu vyloučen, což po odvolání potvrdil roku 1936 i krajský stranický soud. Přesto mohl, díky zvláštnímu povolení říšského ministra propagandy Josepha Goebbelse, vydanému s přihlédnutím k užitečnosti jeho činnosti pro účely propagandy, nadále působit jako skladatel. V době Třetí říše psal Künneke další operety, pochody a filmovou hudbu.
Skladatel byl dlouhá léta (od premiéry své operety Lady Hamilton ve Vratislavi roku 1926) blízce spřátelen s dirigentem Franzem Marszalkem, který se během svého poválečného působení u WDR Köln o Künnekeho důrazně zasazoval a pořídil četné nahrávky jeho hudby (z nichž řada již není k dispozici) s Kolínským rozhlasovým orchestrem (Kölner Rundfunkorchester), resp. Kolínským rozhlasovým symfonickým orchestrem (Kölner Rundfunk-Sinfonie-Orchester). Mezi ně patří i nahrávka z roku 1960 Künnekeho zpracování Schubertovy klavírní sonáty D dur, D 850, pro klavír a orchestr, jež vzniklo v posledních válečných letech.
Künneke byl od roku 1920 podruhé ženat se sopranistkou Katharinou Gardenovou (1889–1967), s níž měl dceru, herečku a zpěvačku Evelyn Künnekovou (1921–2001).
Pohřben je na hřbitově v Heerstraße v Berlíně; po jeho boku spočívá dcera Evelyn Künneková. Jeho pozůstalost spravuje Archiv Akademie umění v Berlíně.

## Díla

### Jevištní díla
| Původní název                              | Český název                               | Žánr                 | Počet dějství | Libreto                                      | Datum a místo premiéry                               | Datum a místo premiéry v češtině                    |
| ------------------------------------------ | ----------------------------------------- | -------------------- | ------------- | -------------------------------------------- | ---------------------------------------------------- | --------------------------------------------------- |
| Robins Ende                                | Robinův konec                             | komická opera        | 2             | Maximilian Moris                             | 5. května 1909 Mannheim                              | –                                                   |
| Faust II                                   | Faust II                                  | scénická hudba       |               | Johann Wolfgang von Goethe                   | 1911 Berlín, Deutsches Theater                       | –                                                   |
| Circe                                      | Kirké                                     | scénická hudba       |               | Georg Fuchs / Calderón de la Barca           | 1912 Mnichov                                         | –                                                   |
| So ist das Leben (König Nicolo)            | Takový je život                           | scénická hudba       |               | Frank Wedekind                               | 1912 Mnichov                                         | –                                                   |
| Cœur As                                    | Srdcové eso                               | komická opera        | 3             | Emil Tschirsch a Carl Berg                   | listopad 1913 Drážďany, Dvorní opera                 | –                                                   |
| Tobias Knopp                               | Tobias Knopp                              | singspiel            | 4             | Emil Ferdinand Malkowsky a Julius Winkelmann | neprovedeno (komponováno 1916/14)                    | –                                                   |
| Das Dorf ohne Glocke                       | Hřích faráře Benedikta                    | singspiel            | 3             | August Neidhart                              | 1. dubna 1919 Berlín                                 | 27. listopadu 1920 Praha, Aréna na Smíchově         |
| Der Vielgeliebte                           | Miláček                                   | opereta              | 3             | Herman Haller a Rideamus                     | listopad 1919 Berlín, Theater am Nollendorfplatz     | –                                                   |
| Wenn Liebe erwacht                         | Když láska procitne                       | opereta              | 3             | Herman Haller a Rideamus                     | 3. září 1920 Berlín, Theater am Nollendorfplatz      | –                                                   |
| Der Vetter aus Dingsda                     | Bratránek z Batávie / Bratránek z Indie   | opereta              | 3             | Herman Haller a Rideamus                     | 15. dubna 1921 Berlín, Theater am Nollendorfplatz    | 14. února 1922 Brno, Národní divadlo                |
| Die Ehe im Kreise                          | Manželství v kruhu                        | opereta              | 3             | Herman Haller a Rideamus                     | 1921 Berlín, Theater am Nollendorfplatz              | –                                                   |
| Verliebte Leute                            | Zamilovaní                                | opereta              | 3             | Herman Haller a Rideamus                     | 15. dubna 1922 Berlín, Theater am Nollendorfplatz    | –                                                   |
| Casino-Girls                               | Casino girls                              | opereta              | 3             | Fritz Friedmann-Frederich a Georg Okonkowski | 1923 Berlín, Metropoltheater                         | –                                                   |
| Lovers' Lane                               | Ulička milenců                            | opereta              | 3             | Arthur Wimperis a Harry M. Vernon            | 1923 Londýn                                          | –                                                   |
| Die hellblauen Schwester                   | Světlemodré sestry                        | romantická opereta   | 3             | Albrecht Salfeld a Franz Richthoff           | 1925 Berlín, Theater am Nollendorfplatz              | –                                                   |
| Mayflowers                                 | Májové květy                              | hra s hudbou         | 2 (a prolog)  | Clifford Grey                                | 1925 New York                                        | –                                                   |
| Riki-Tiki                                  | Riki-Tiki                                 | hudební hra          | 3             | Leslie Stiltes                               | 1926 Londýn, Gaiety Theatre                          | –                                                   |
| Lady Hamilton                              | Lady Hamilton                             | opereta              | 3             | Richard Bars a Leopold Jacobson              | 5. září 1926 Vratislav, Schauspielhaus               | 28. ledna 1928 Praha, divadlo Uranie                |
| Die blonde Liselott                        | Plavovlasá Liselott                       | opereta              | 3             | Richard Kessler                              | 25. prosince 1927 Altenburg                          | –                                                   |
| Die singende Venus                         | Zpívající Venuše / Láska slavné primadony | opereta              | 3             | Gustav Beer a Fritz Lunzer                   | 1928 Vratislav                                       | 19. ledna 1930 Olomouc, České divadlo               |
| Song of the Sea (nová verze Lady Hamilton) | Píseň moře                                | opereta              | 3             | Wimperis a Lauri Wylie                       | 1928 Londýn                                          | –                                                   |
| Der Tenor der Herzogin                     | Vévodkynin tenorista                      | opereta              | 3             | Richard Kessler                              | 1930 Praha, Nové německé divadlo                     | –                                                   |
| Nadja                                      | Naďa                                      | opera                | 1 (4 obrazy)  | Rolf Lauckner                                | 1931 Kassel                                          | –                                                   |
| Liselott (nová verze Die blonde Liselott)  | Liselott                                  | singspiel            | 6 obrazů      | Richard Kessler a Gustaf Gründgens           | 17. února 1932 Berlín, Admiralspalast                | –                                                   |
| Glückliche Reise                           | Cesta za štěstím                          | opereta              | 3             | Max Bertuch a Kurt Schwabach                 | 23. listopadu 1932 Berlín, Theater am Kurfürstendamm | 3. března 1934 Brno, Zemské divadlo                 |
| Klein Dorrit                               | Malá Dorritka                             | singspiel            | 3             | Richard Kessler                              | 1932 Den Haag                                        | –                                                   |
| Die Fahrt in die Jugend                    | Jízda do mládí                            | opereta              | 3             | Bla Jenbach a Ludwig Hirschfeld              | 1933 Curych                                          | –                                                   |
| Die lockende Flamme                        | Vábivý plamen                             | romantický singspiel | 8 obrazů      | Paul Knepler a Ignaz Michael Welleminsky     | 25. prosince 1933 Berlín, Theater des Westens        | –                                                   |
| Herz über Bord                             | Srdce přes palubu                         | opereta              | 4 obrazy      | Max Bertuch a Kurt Schwabach                 | 30. března 1935 Curych a Düsseldorf                  | 19. března 1938 České Budějovice, Jihočeské divadlo |
| Die große Sünderin                         | Velká hříšnice                            | veselá opera         |               | Katharina Stoll, Hermann Roemmer             | 31. prosince 1935 Berlín, Státní opera Pod lipami    | –                                                   |
| Walther von der Vogelweide                 | Walther von der Vogelweide                | opera                | 3             | Ursel-Renate Hirt                            | neprovedeno (komponováno 1936)                       | –                                                   |
| Zauberin Lola                              | Čarodějka Lola                            | hudební komedie      | 3             | Alfred Brieger a Sigmund Graff               | 1937 Dortmund                                        | –                                                   |
| Hochzeit in Samarkand                      | Svatba v Samarkandu                       | opereta              | 3             | Richard Kessler                              | 1938 Berlín, Großes Schauspielhaus                   | –                                                   |
| Der große Name                             | Slavné jméno                              | opereta              | 3             | Ursel-Renate Hirt a Ferdinand Julius         | 1938 Düsseldorf                                      | –                                                   |
| Traumland                                  | Země snů                                  | opereta              | 3             | Eduard Rhein                                 | 1941 Drážďany                                        | –                                                   |
| Die Wunderbare                             | Báječná                                   | opereta              | 3             | Kurt Adalbert a Just Scheu                   | 1941 Fürth                                           | –                                                   |
| Hochzeit mit Erika                         | Svatba s Erikou                           | opereta              | 3             | Willi Webels                                 | 1949 Düsseldorf                                      | –                                                   |
| Ein Liebeslied                             | Milostná píseň                            | singspiel            | 3             | Ludwig Metzger                               | neprovedeno (komponováno 1948/50)                    | –                                                   |

### Filmová hudba
- 1922: Das Weib des Pharao
- 1926: Das Blumenwunder
- 1930: Der Walzerkönig
- 1930: El amor solfeando
- 1930: L'amour chante
- 1931: Die Marquise von Pompadour
- 1932: Der schwarze Husar
- 1933: Tambour battant
- 1933: Was wissen denn Männer
- 1933: Heimkehr ins Glück
- 1933: Drei blaue Jungs, ein blondes Mädel
- 1933: Es gibt nur eine Liebe
- 1933: Der Page vom Dalmasse-Hotel
- 1933: Glückliche Reise
- 1933: Des jungen Dessauers große Liebe
- 1934: Lisetta
- 1934: Die Stimme der Liebe
- 1934: Das Blumenmädchen vom Grand-Hotel
- 1934: Der Vetter aus Dingsda
- 1934: Abenteuer eines jungen Herrn in Polen
- 1934: Da stimmt was nicht
- 1934: Der Fall Brenken
- 1936: Ein Lied klagt an
- 1936: Dahinten in der Heide
- 1936: Der lachende Dritte
- 1936: Till Eulenspiegel: Wie Eulenspiegel sich einmal erbot, zu fliegen
- 1937: Wie der Hase läuft
- 1938: Der nackte Spatz
- 1938: Peter spielt mit dem Feuer
- 1939: Tanzendes Herz
- 1943: Wenn der junge Wein blüht
- 1950: Hochzeit mit Erika
- 1953: Der Vetter aus Dingsda
- 1954: Glückliche Reise

### Instrumentální díla
- Flegeljahre. Tři orchestrální skladby podle stejnojmenného románu Jeana Paula Op. 9
- Klavírní koncert As dur
- 1929: Taneční suita. Concerto grosso v pěti větách pro jazzband a velký orchestr Op. 26
- Suita „Zázrak květin“ (Blumenwunder-Suite) č. 1 a 2
- Předehry